# Толстой, Егор Петрович
Граф Его́р Петро́вич Толсто́й (1802—1874) — русский военный и государственный деятель, генерал-лейтенант (08.09.1859), руководитель обороны Таганрога от англо-французского десанта, Таганрогский военный губернатор (1854—1856). Происходил из графского рода Толстых. Младший брат обер-прокурора Святейшего Синода графа Александра Петровича Толстого.

## Биография
Сын русского посла в Париже, графа Петра Александровича Толстого (1761—1844) от его брака с княжной Марией Алексеевной Голицыной (1771—1826). Получив домашнее образование, был зачислен в 1819 г. на службу подпрапорщиком в Углицкий пехотный полк. В 1820 году произведён в прапорщики.
В 1821 году переведён в лейб-гвардии Егерский полк и, состоя адъютантом при генерале А. И. Нейдгарте, находился в Лайбахе во время конгресса, где был назначен начальником штаба русского отряда, выставленного против Пьемонта.
В 1826 году участвовал в русско-персидской войне, состоя адъютантом при генерал-майоре князе А. С. Меншикове. 21 апреля 1827 года назначен флигель-адъютантом к императору Николаю I. В русско-турецкую войну 1828—1829 гг. за отличие при осаде крепости Анапы награждён орденом Святого Георгия 4-й степени и чином полковника. За успешное восстановление сообщения между главной армией и корпусом генерал-лейтенанта Л. О. Рота награждён золотой шпагой с надписью «За храбрость». При осаде Варны был ранен в голову.
В 1831 году участвовал в военных действиях против польских мятежников и за отличие при взятии штурмом  Варшавы награждён орденом Святого Владимира 3-й степени. В 1835 году определён в министерство внутренних дел для особых поручений при министре, с производством в действительные статские советники, а в 1840 году вышел в отставку.
С 16 апреля 1850 года по 21 ноября того же года, управлял, в чине генерал-майора, Казанскою губернией.
Затем, с 3 апреля 1851 года, назначен Калужским губернатором, а 27 апреля 1854 года переведён в Таганрог военным губернатором и управляющим гражданскою частью градоначальства. Эту должность занимал до 15 октября 1856 года. Причём, принял деятельное участие в отражении неприятеля при бомбардировке Таганрога в 1855 году. 8 сентября 1859 года произведён в генерал-лейтенанты. На протяжении двух лет, с 31 августа 1859 года, служил губернатором в Пензе, а 4 августа 1861 года назначен сенатором. В 1868 году занял должность первоприсутствующего в соединённом присутствии 1-го и 2-го отделений 5-го департамента и департамента герольдии. В 1870 году, по случаю 50-летия службы, награждён орденом Святого Александра Невского.
Скончался в 1874 году от болезни кишечника на юге Франции, похоронен в Донском монастыре в Москве.

## Семья
Был женат на княжне Варваре Петровне Трубецкой (01.01.1822—1900), дочери князя Петра Петровича Трубецкого (1793—1840) и Елизаветы Николаевны Бахметьевой (ум. 1825), племяннице декабриста С. П. Трубецкого.
- Мария Егоровна (1843—1895), фрейлина, с 1864 года замужем за графом Анатолием Владимировичем Орловым-Давыдовым (1837—1905), который нарёк её именем поместье Мариенберг неподалёку от Ревеля.

## Награды
- Орден Святой Анны 4-й степени (22.08.1825)
- Золотая шпага с надписью «За храбрость» (22.07.1828)
- Орден Святого Георгия 4-й степени за отличие при взятии Анапы (01.01.1830)
- Знак отличия за военное достоинство 3-й степени (1831)
- Орден Святого Владимира 3-й степени (18.10.1831)
- Знак отличия беспорочной службы за XV лет (1840)
- Орден Святого Станислава 1-й степени (1853)
- Орден Святой Анны 1-й степени за отличие при обороне Таганрога (26.08.1856)
- Знак отличия беспорочной службы за XXV лет (1858)
- Орден Святого Владимира 2-й степени с мечами (1864)
- Орден Белого орла (1868)
- Орден Святого Александра Невского (29.04.1870)